# Sit-tu-yin
Le sit-tu-yin (en birman : စစ်တုရင်), également appelés échecs birmans, est une  variante du jeu d'échecs qui est un descendant direct du chaturanga indien qui date du premier millénaire après Jésus-Christ. Sit signifie armée ou guerre en birman ; le mot sittuyin peut être traduit par représentation des quatre composantes de l'armée à savoir les chars, l'éléphanterie, la cavalerie et l'infanterie.
Dans son pays d'origine, le sit-tu-yin a aujourd'hui été éclipsé par les échecs occidentaux, bien qu'il reste populaire au nord-ouest du pays et fasse l'objet d'un championnat national.

## Matériel

### Plateau
Le sit-tu-yin se joue, comme les échecs, sur un plateau carré de 64 cases de même couleur. Les grandes diagonales reliant les coins opposés, appelées sit-ke-myin (lignes du général) sont également matérialisées.

### Pièces

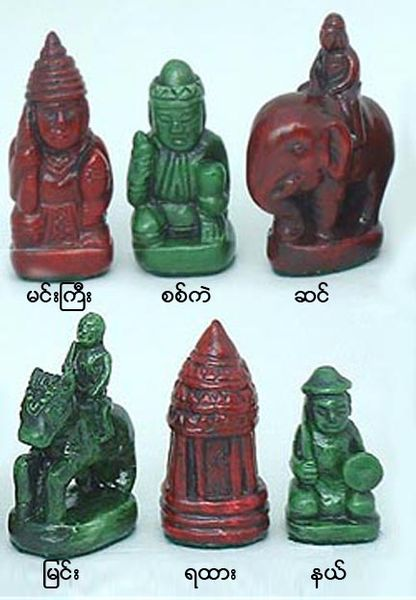
Pièces traditionnelles de sit-tu-yin.

Les pièces sont traditionnellement sculptées dans du bois ou parfois dans de l'ivoire. La taille des pièces varie selon leur importance. L'un des joueurs a des pièces rouges, et l'autre en a des noires. Leurs déplacements sont les suivants:
- Mín-gyi (grand roi)

Équivalent au roi des échecs ; il peut se déplacer d'une case dans toutes les directions.
- Sit-kè (général)

Analogue au farzin du chatrang ; il peut se déplacer d'une case en diagonale.
- Sin (éléphant)

Analogue au général d'argent du shogi ; il peut se déplacer d'une case en diagonale ou vers l'avant.
- Myin (horse)

Équivalent au cavalier des échecs ; il a un déplacement en L d'une case orthogonalement puis d'une case en diagonale dans la même direction.
- Yahhta (chariot)

Équivalent à la tour des échecs ; il se déplace d'un nombre arbitraire de case en ligne ou en colonne.
- Nè (soldat)

Équivalent au pion des échecs ; il peut avancer d'une case en ligne droite mais ne recule pas et il capture en diagonale devant lui.

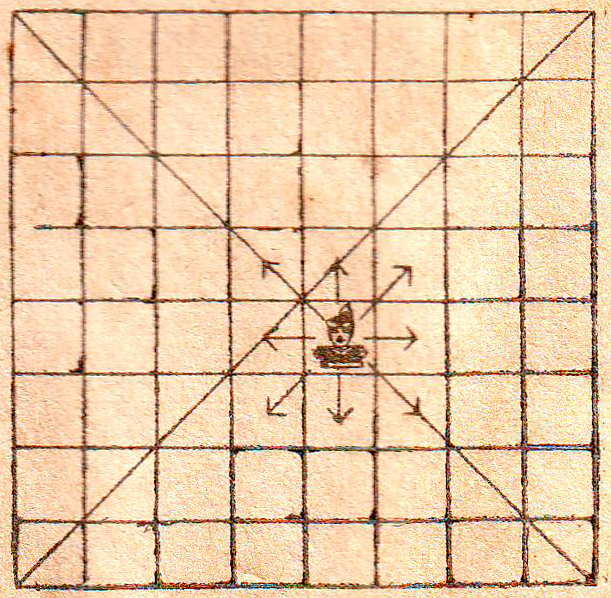
Déplacement du Mín-gyi.
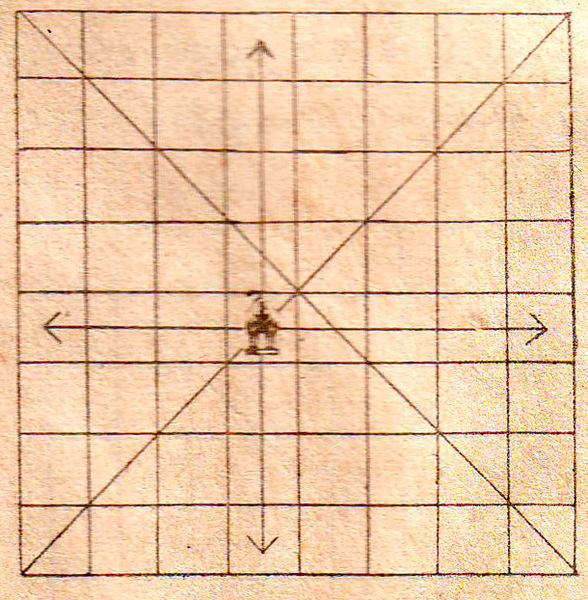
Déplacement du yahhta.
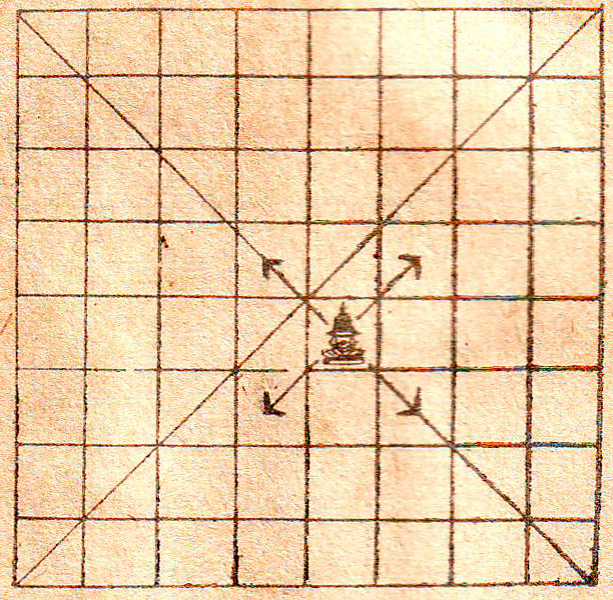
Déplacement du sit-kè.
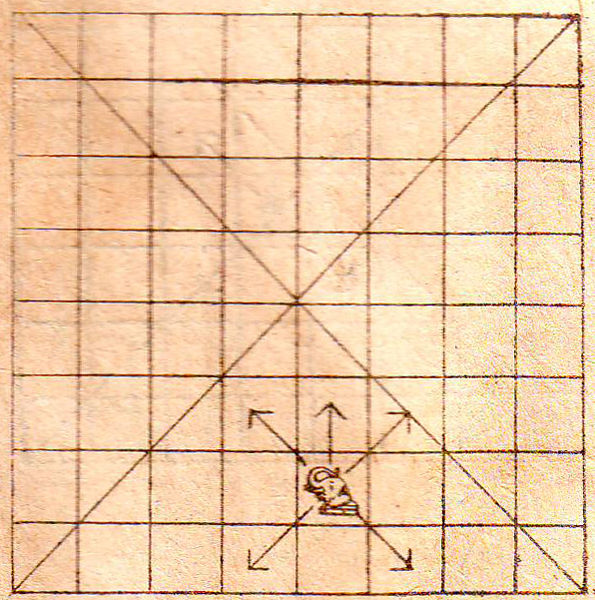
Déplacement du sin.
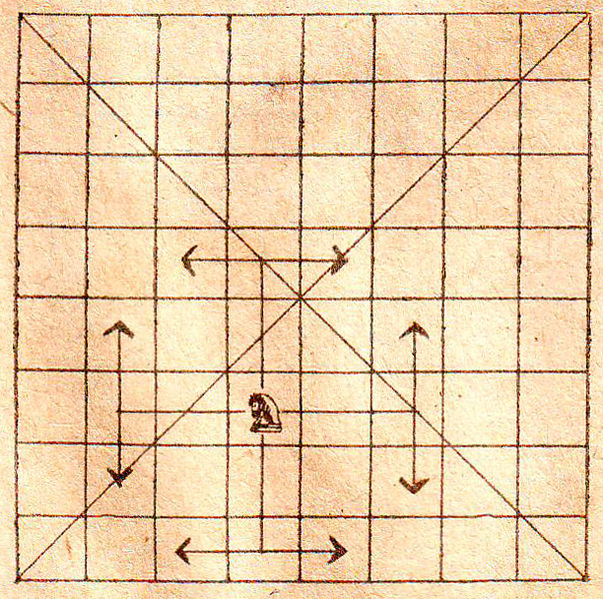
Déplacement du myin.
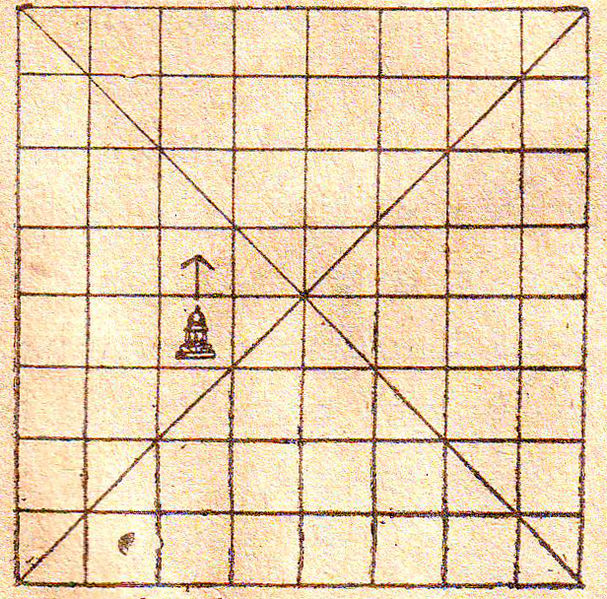
Déplacement du nè.

## Règles

### Placement initial des pièces

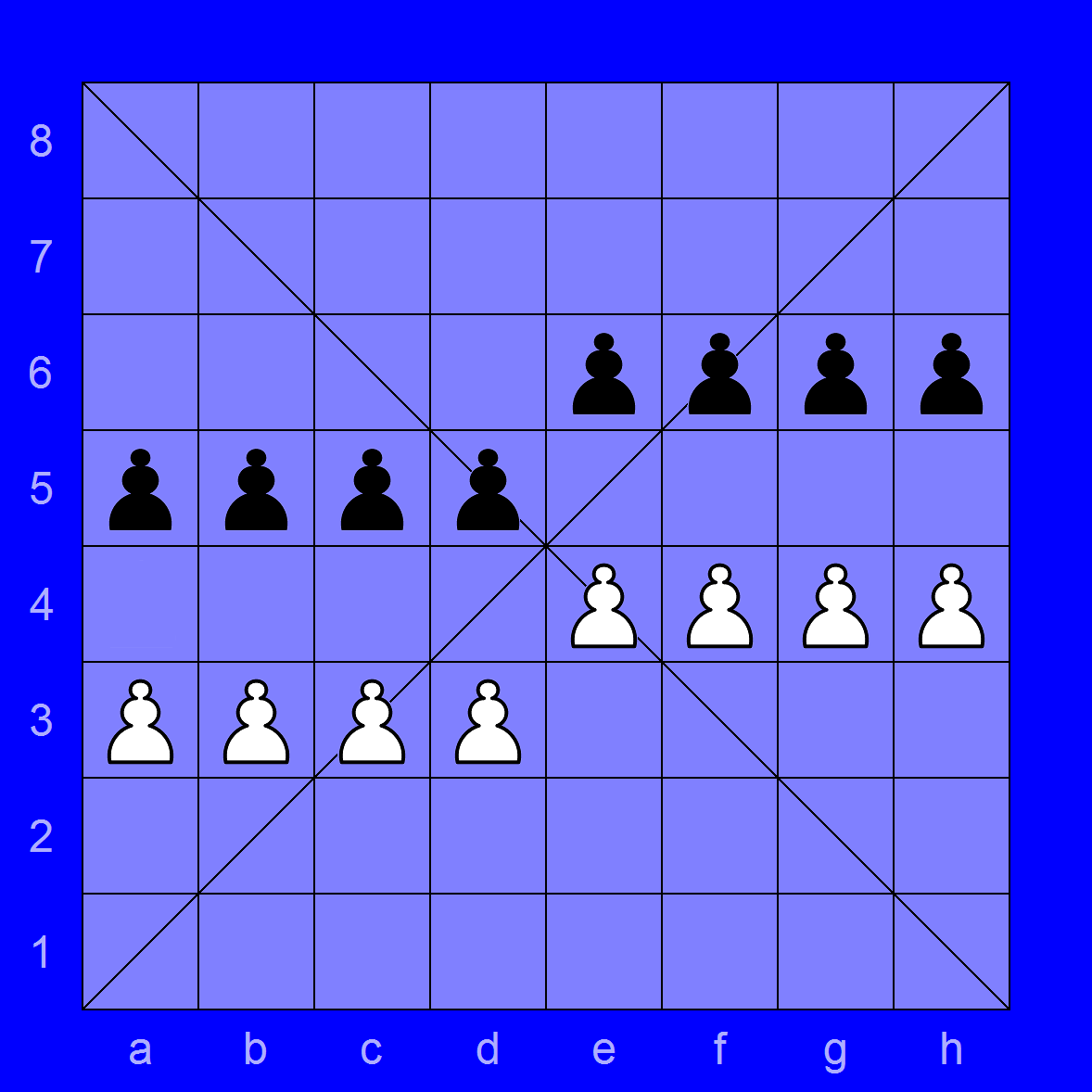
Position de départ.

Au départ seuls les soldats sont présents sur le plateau ; ils sont placés suivant le diagramme ci-contre. Ensuite le joueur rouge place ses autres pièces dans son camp avec les contraintes suivantes:
- Les chariots sont placés n'importe où sur la première ligne ;
- Les autres pièces sont placés n'importe où sur les deuxièmes et troisièmes lignes ;
- Il est permis de remplacer un soldat par une autre pièce et de redéployer le soldat dans son camp.

C'est ensuite au tour des noirs de déployer leurs pièces dans leur camp avec les mêmes contraintes, et l'interdiction de mettre de chariot dans la même colonne que le grand roi adverse, sauf s'il y a une pièce rouge autre qu'un soldat entre les deux.

### Tour de jeu
Le joueur rouge commence la partie. Chaque joueur joue alternativement un coup qui peut être soit le déplacement d'une de ses pièces, soit la promotion d'un soldat (voir infra), soit la capture d'une pièce adverse. La capture s'effectue en déplaçant une de ses pièces sur la case occupée par la pièce à capturer, qui est alors retirée du jeu.

### Promotion des soldats
Il est possible de transformer un soldat en général lorsque celui-ci atteint une case du camp adverse située sur l'une des deux grandes diagonales, avec les contraintes suivantes:
- il n'est pas possible d'avoir plus d'un général sur le plateau ;
- la promotion n'est pas immédiate et peut s'effectuer ultérieurement soit sans bouger (la promotion compte pour un coup) soit à l'issue d'un déplacement d'une case en diagonale qui ne capture ni le roi ni le général adverse ;
- si un soldat est déjà présent sur une case de promotion lorsque le général est capturé, il est possible de le promouvoir de la même manière que précédemment ;
- un pion qui dépasse les cases de promotion ne peut plus être promu.

### Fin de la partie
Le but du jeu est de capturer le roi de l'adversaire. Contrairement aux échecs, il est obligatoire d'annoncer les menaces de capture et le pat est interdit : il faut toujours laisser une possibilité de mouvement à l'adversaire s'il n'est pas mis en échec.
La partie peut être nulle lorsqu'aucun des joueurs n'a assez de matériel pour gagner ou lorsqu'une même position, éventuellement un échec perpétuel, se répète plusieurs fois.

## Histoire

### Origine
Le sit-tu-yin est sans doute issu du chaturanga indien, plusieurs des mots liés au jeu dont son nom étant phonétiquement proches du sanskrit. Bien que la culture indienne ait influencé la Birmanie dès le Ier millénaire, on ne dispose pas de sources attestant sa pratique avant le XVIIIe siècle. Des indices permettent de penser que le jeu est ancien, notamment car il met en scène une vieille légende indienne écrite en sanskrit.

### Premières descriptions occidentales
Les premiers occidentaux à mentionner le jeu sont Michael Symes, dans un rapport rédigé en 1800 à la suite d'une expédition diplomatique en Birmanie, et Hiram Cox (en). Les règles données ont cependant été souvent mal retranscrites, notamment celles relatives à la promotion des soldats.

### Situation actuelle
Le nombre de pratiquants du sit-tu-yin en Birmanie a fortement chuté au cours des dernières décennies et il est aujourd'hui bien moins pratiqué que les échecs occidentaux ; on compte à l'heure actuelle une centaine de joueurs participant à des tournois en Birmanie. Les jeux anciens ayant été vendus aux touristes occidentaux pendant des années, les Birmans ne disposent plus de matériel traditionnel et jouent majoritairement sur des plateaux en plastique, mais aussi sur smartphone : lancée en 2013 une application de sit-tu-yin a ainsi été téléchargée plus de 200 000 fois.

## Compétitions

### Jeux d'Asie du Sud-Est 2013
Plusieurs tournois de sit-tu-yin ont été disputées à Naypyidaw (Birmanie) durant les Jeux d'Asie du Sud-Est de 2013 dans le cadre des épreuves d'échecs (en). Il n'y a pas eu de sit-tu-yin durant les autres éditions.

#### Podiums
| Épreuve                                       | Or                                                                             | Argent | Bronze                                                                                  |
| --------------------------------------------- | ------------------------------------------------------------------------------ | --- | --------------------------------------------------------------------------------------- |
| Tournoi individuel masculin (parties lentes)  | Nakorn Trisa Ard (Thaïlande)                                                   | Mohammad Ervan (Indonésie)                                                                                 | Pairoj Suwan (Thaïlande)                                                                |
| Tournoi individuel masculin (parties rapides) | Win Zaw Htun (Birmanie)                                                        | Pairoj Suwan (Thaïlande)                                                                                   | Worathep Timsri (Thaïlande)                                                             |
| Tournoi individuel masculin (blitz)           | Win Zaw Htun (Birmanie)                                                        | Worathep Timsri (Thaïlande)                                                                                | Taufik Halay (Indonésie)                                                                |
| Tournoi par équipe masculin (parties rapides) | Thaïlande Pairoj Suwan Nut Sutthithamwasi Chatuporn Lakarnchua Worathep Timsri | Birmanie Win Zaw Htun Nyein Chan Myint Han Maung Maung Latt                                                | Malaisie Kugan Ravindran Genkeswaran Muniyan Mok Tze Meng Mok Khye Zen                  |
| Tournoi par équipe masculin (blitz)           | Thaïlande Supat Lekcham Nut Sutthithamwasi Arch Boonruamboon Worathep Timsri   | Indonésie Ervan Mohamad Taufik Halay Lioe Dede                                                             | Birmanie Zaw Win Win Zaw Htun Nay Oo Kyaw Tun Maung Maung Latt                          |
| Tournoi par équipe féminin (parties rapides)  | Birmanie Su Su Hlaing May Su Thwe May Hsu Lwin May Hset Lwin                   | Indonésie Dewi Ardhiani Anastasia Citra Nadya Anggraini Mukmin Chelsie Monica Ignesias Sihite Dita Karenza | Thaïlande Ruja Phitchayarom Koranan Laorchem Korada Bootchon Manunthon Atikankhotchasee |

#### Tableau des médailles
| Rang  | Nation    | Or | Argent | Bronze | Total |
| ----- | --------- | -- | ------ | ------ | ----- |
| 1     | Thaïlande | 3  | 2      | 3      | 8     |
| 2     | Birmanie  | 3  | 1      | 1      | 5     |
| 3     | Indonésie | 0  | 3      | 1      | 4     |
| 4     | Malaisie  | 0  | 0      | 1      | 1     |
| Total | Total     | 6  | 6      | 6      | 18    |

## Technique de jeu

### Ouverture
Les configurations de départ recensées par les maîtres birmans sont au nombre de 33, dont 8 couramment utilisées. Le fait de pouvoir choisir la position initiale des pièces permet de placer immédiatement le roi à l'abri (ce qui aux échecs est le rôle du roque). Le début de partie est ainsi rapidement offensif.

Configurations de départ les plus courantes.
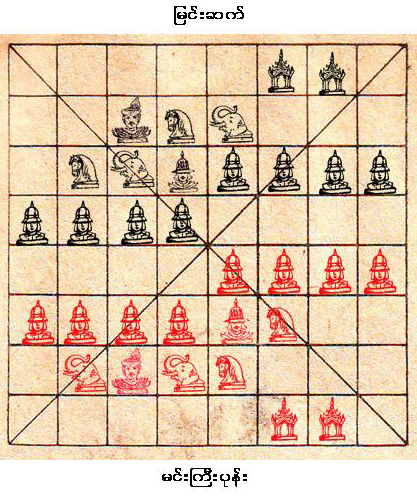
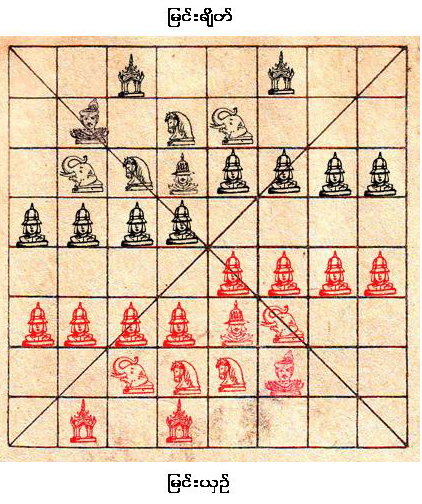
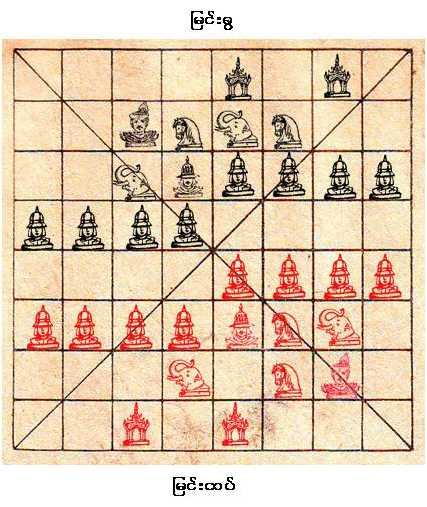
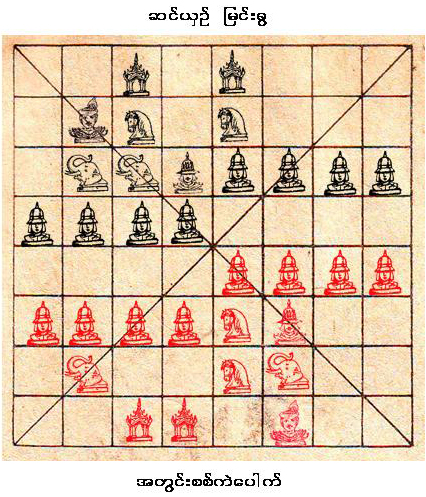